# Ansuz

Ansuz

Ansuz (ᚨ) ist die vierte Rune des älteren Futhark und des altnordischen Runenalphabets mit dem Lautwert a.
Der rekonstruierte urgermanische Name bedeutet „Ase“. Er erscheint in den Runengedichten als altnordisch ōss, altenglisch ōs bzw. gotisch aza.

## Lautwert
Im jüngeren Futhark wandelte sich der Lautwert zu /o/, was sich auch in den Runengedichten widerspiegelt. Möglicherweise lag er ursprünglich zwischen /a/ und /o/.
Die Transkription erfolgt üblicherweise durch den lateinischen Buchstaben a bzw. im jüngeren Futhark durch ą.

## Varianten
Das angelsächsische Futhorc verwendet neben Ós (ᚩ) mit dem Lautwert /o/ an der alten Position zwei zusätzliche, von Ansuz abgeleitete Runen, nämlich Ác (ᚪ) mit dem Lautwert /a/ sowie Æsc (ᚫ) mit dem Lautwert /æ/.

## Zeichenkodierung
| Standard  | Standard    | Ansuz (ᚨ)            | Ós (ᚩ)            | Ác (ᚪ)            | Æsc (ᚫ)           |
| --------- | ----------- | -------------------- | ----------------- | ----------------- | ----------------- |
| Unicode   | Codepoint   | U+16A8               | U+16A9            | U+16AA            | U+16AB            |
| Unicode   | Name        | RUNIC LETTER ANSUZ A | RUNIC LETTER OS O | RUNIC LETTER AC A | RUNIC LETTER AESC |
| UTF-8     | UTF-8       | E1 9A A8             | E1 9A A9          | E1 9A AA          | E1 9A AB          |
| XML/XHTML | dezimal     | &#5800;              | &#5801;           | &#5802;           | &#5803;           |
| XML/XHTML | hexadezimal | &#x16A8;             | &#x16A9;          | &#x16AA;          | &#x16AB;          |